# Experimentul București
Experimentul București este un film românesc din 2013 regizat de Tom Wilson. Rolurile principale au fost interpretate de actorii Carmen Anton, Daniel Bilt, Andrei Juvina.

## Distribuție
Distribuția filmului este alcătuită din:
- Andrei Juvina
- Carmen Anton
- Daniel Bilt